# Municipio de Springfield (condado de Montgomery)
El municipio de Springfield  (en inglés: Springfield Township) es un municipio ubicado en el condado de Montgomery en el estado estadounidense de Pensilvania. En el año 2000 tenía una población de 19.533 habitantes y una densidad poblacional de 1.100,2 personas por km².

## Geografía
El municipio de Springfield se encuentra ubicado en las coordenadas 40°05′30″N 75°11′59″O / 40.09167, -75.19972.

## Demografía
Según la Oficina del Censo en 2000 los ingresos medios por hogar en la localidad eran de $67,226 y los ingresos medios por familia eran $79,749. Los hombres tenían unos ingresos medios de $53,651 frente a los $41,376 para las mujeres. La renta per cápita para la localidad era de $32,628. Alrededor del 3,5% de la población estaban por debajo del umbral de pobreza.